# VIP (TV-serie)
VIP är en amerikansk action/komedi-serie med Pamela Anderson i huvudrollen. Hon spelar "Vallery Irons" som öppnar ett säkerhetsbolag som ska hjälpa människor under dödshot med säkerhet och skydd. Seriens namn står för "Vallery Irons Protection". Serien sändes i fyra säsonger från 1998 till 2002.
Serien sändes på TV3 och sändes senare i repris på TV6.

## Rollista
- Pamela Anderson - Vallery Irons
- Molly Culver - Tasha Dexter
- Natalie Raitano - Nikki Franco
- Shaun Baker - Quick Williams
- Leah Lail - Kay Simmons
- Dustin Nguyen - Johnny Loh
- Angelle Brooks - Maxine De La Cruz